# Salme (Estonie)
Le Bourg de Salme (en estonien : Salme) est un petit bourg (alevik) dans la Commune de Saaremaa dans le Comté de Saare en Estonie. C'était le centre administratif de la commune de Salme. Le bourg de Salme avait 568  habitants(1er janvier 2012).